# 하이앤로우 더 무비 3: 파이널 미션
《하이앤로우 더 무비 3 파이널 미션》(High & Low The Movie 3 Final Mission)은 일본에서 제작된 나카쿠키 츠요시 감독의 2017년 액션 영화이다. 아키라 등이 주연으로 출연하였다.

## 출연

### 주연
- 아키라
- 아오야기 쇼
- 타카히로
- 토사카 히로오미

### 조연
- 사토 타이키